# Jo Shapcott
Jo Shapcott (Londra, 24 marzo 1953) è una poetessa britannica.

## Biografia
Nata a Londra nel 1953, insegna scrittura creativa alla Royal Holloway.
Dopo gli studi al Trinity College di Dublino e al St Hilda's College di Oxford, ha ottenuto una borsa di studio Harkness Fellowship all'Università di Harvard.
Ha esordito nel 1988 con la raccolta di liriche Electroplating the Baby e in seguito ha pubblicato altre 7 collezioni di poesie e due saggi.
Eletta membra della Royal Society of Literature nel 1999, nel 2010 la sua raccolta Della mutabilità (nella quale racconta la sua lotta contro il tumore alla mammella) ha ottenuto due riconoscimenti ai Costa Book Awards.

## Opere

### Poesia
- Electroplating the Baby (1988)
- Phrase Book (1992)
- A Journey to the Inner Eye: A Guide for All (1996)
- Motherland (1996)
- My Life Asleep (1998)
- Her Book: Poems 1988-1998 (2000)
- Tender Taxes (2002)
- Della mutabilità (Of Mutability, 2010), Roma, Del Vecchio, 2015 traduzione di Paola Splendore ISBN 978-88-6110-057-2.

### Saggi
- Elizabeth Bishop: Poet of the Periphery (2002)
- The Transformers: The Newcastle/Bloodaxe Poetry Lectures (2018)

### Antologie
- Penguin Modern Poets; book 12 di AA. VV. (1997)
- Poetry Quartets No. 5 di AA. VV. (1999)

## Premi e riconoscimenti
- National Poetry Competition: 1985 vincitrice con The Surrealists Summer Convention Came to Our City e 1991 vincitrice con Phrase Book
- Commonwealth Poetry Prize: 1988 vincitrice con Electroplating the Baby
- Forward Poetry Prize per la miglior raccolta: 1999 vincitrice con My Life Asleep
- Cholmondeley Award: 2006
- Costa Book Awards: 2010 vincitrice nella categoria "Miglior Raccolta poetica" e "Libro dell'anno" Della mutabilità
- Queen's Gold Medal for Poetry: 2011[8]